# Con rồng tre

Nguyễn Ái Quốc (1890 - 1969)

Con rồng tre (tiếng Pháp: Le dragon de bambou) là một vở kịch của Nguyễn Ái Quốc, tức Chủ tịch Hồ Chí Minh sau này. Tác phẩm này được Nguyễn Ái Quốc viết bằng Pháp ngữ và được Léo Poldes(1891-1970), một nhà báo người Pháp, chủ nhiệm câu lạc bộ Faubourg, cho công diễn tại ngoại ô thành phố Paris.

## Bối cảnh
Ngày 18 tháng 6 năm 1922, vua nhà Nguyễn là Khải Định qua Pháp để tham gia Hội chợ thuộc địa Marseille. Nhân chuyến đi này, câu lạc bộ Faubourg ở ngoại ô Paris đã dàn dựng và công diễn "Con rồng tre", dù chính quyền Pháp đã cấm vở kịch này. Đến nay, người ta vẫn chưa tìm thấy văn bản "Con rồng tre".

## Nội dung
Từ điển Bách khoa Toàn thư Việt Nam có tóm lược nội dung của vở kịch này và đánh giá như sau: 
Một gốc tre được người chơi đồ cổ gọt thành con rồng để trang trí trong phòng khách. Hình dáng rồng nhưng thực chất chỉ là gốc tre. Vở kịch có ý nghĩa tượng trưng, đả kích vua bù nhìn Khải Định được thực dân Pháp mời sang dự Hội chợ.

## Nhận định
Léo Poldes đã nhận định về vở kịch này:
"Tôi đã đọc tập bản thảo, thật là hay, thật là đẹp, lời vừa trải chuốt gọn gàng, với những cái châm biếm dí dỏm của Aistophan ba bản kịch này có đủ ưu điểm để mang lên sân khấu.
"Con Rồng tre" đầu đề kịch bản chỉ một vị Quốc trưởng Á-Đông, đớn hèn bất lực và ngu dốt, mà tác giả không hà tiện lời chế diễu một cách cay nghiệt, hóm hỉnh suốt trong ba hồi; khi ấy bản thân ông Nguyễn Ái Quốc không ngờ rằng bản kịch của mình đã bao lần chủ kịch bản từ chối không dám diễn mà lại được nhóm Faubourg chúng tôi nhiệt liệt hoan nghênh, và nhất là ông lại không ngờ rằng 25 năm sau người thợ ảnh ở ngõ hẻm Compoint, tác giả "Con Rồng tre", lại trở thành một vị Quốc trưởng với cái tên mới Hồ Chí Minh, Chủ tịch nước Việt Nam Dân chủ Cộng hòa, dùng cơm với tướng Leclerc, với Thượng sứ đô đốc D' Argenlieu, cùng đi duyệt một đạo binh Pháp, và được nghênh tiếp chính thức bởi vị Chủ tịch Pháp ở Pari."